# Russell-East-Gletscher
Der Russell-East-Gletscher ist ein 10 km langer und 5 km breiter Gletscher im Grahamland auf der Antarktischen Halbinsel. Er liegt unmittelbar nördlich des Detroit-Plateaus und fließt vom Mount Canicula in östlicher Richtung zum Prinz-Gustav-Kanal an der Südseite der Trinity-Halbinsel. Gemeinsam mit dem Russell-West-Gletscher, der in westlicher Richtung zur Bone Bay fließt, bildet er ein Gletschersystem, das die Antarktische Halbinsel in ostwestlicher Richtung durchschneidet.
Der Falkland Islands Dependencies Survey (FIDS) nahm 1946 eine geodätische Vermessung des Gebiets vor. Das UK Antarctic Place-Names Committee benannte ihn 1955 nach Victor Ian Russell (1918–2000), Landvermesser und Leiter der Forschungsstation des FIDS in der Hope Bay im Jahr 1946.